# Magyk
Magyk ist der erste Teil der Fantasyreihe Septimus Heap von Angie Sage.
Das Buch erschien März 2005 in den USA und August 2005 in Deutschland.

## Kurzbeschreibung
Die Geschichte beginnt damit, dass Silas Heap – ein siebter Sohn – im Wald ein Kind findet und aufnimmt. Am selben Tag wird sein frisch geborener siebter Sohn Septimus von der Amme als tot erklärt. An ihrem zehnten Geburtstag erfährt das Findelkind, das nun Jenna heißt, von der außergewöhnlichen Zauberin Marcia Overstrand, dass sie eine Prinzessin ist und von ihr nach einem Attentatsversuch zu den Heaps gebracht wurde.
Durch erneute Mordpläne sind alle Heaps in Gefahr und müssen fliehen. Auf der gefahrvollen Reise von Marcia und den Heaps zu Tante Zelda in die Marram-Marschen nehmen sie Junge 412 aus der Jungarmee mit. Der entdeckt unter Anleitung Marcias seine enormen magischen Kräfte und findet den magischen Ring des Hotep-Ra. Als Marcia vom schwarzen Magier DomDaniel und dem obersten Wächter gefangen wird, befreien Jenna und Junge 412 sie mit Hilfe eines mächtigen Drachenbootes. Am Ende des Buches entpuppt sich Junge 412 als der verschollene Septimus Heap, der durch eine Verwechslung zur Jungarmee kam. Er war nicht gestorben, sondern entführt worden, da DomDaniel sich die magische Macht des siebten Sohnes eines siebten Sohnes sichern wollte. DomDaniel ist am Ende geschlagen und die Burg wieder unter Kontrolle der guten Seite.

## Ausführliche Darstellung der Handlung
Silas Heap findet im Schnee ein Kind, das er mit nach Hause nimmt.
Auf dem Weg schärft ihm die Außergewöhnliche Zauberin Marcia Overstrand ein, das Kind gut zu verpflegen, aber keinem zu erzählen, wo er es her hat.
Zu Hause bringt die Amme gerade seinen frischgeborenen Sohn Septimus fort, da dieser tot scheint.
Das Findelkind nimmt den Platz von Septimus ein und wird Jenna genannt.
Zehn Jahre später erfährt der Geist Alther Mella, dass der Oberste Wächter, der die Herrschaft über die Stadt übernommen hat und die Zauberer diskriminiert,
von Jenna erfahren hat und sie töten will.
Marcia enthüllt darauf den Heaps, dass Jenna eine Prinzessin ist und von ihr und Alther vor zehn Jahren knapp bei einem Attentat gerettet wurde, wobei Alther starb.
Deshalb müssen sie alle zusammen fliehen.
Marcia schmuggelt Jenna in den sicheren Zaubererturm und rettet dabei nebenbei Junge 412 aus der Jungarmee das Leben.
Dann tauchen Silas und sein Sohn Nicko Heap mit Hund Maxie auf, lassen aber die Tür offen.
Ein Attentäter hat dadurch zwar die Chance, einzudringen, doch Marcia kann ihn aufhalten. Die sechs können dadurch in einen Müllschluckerschacht und so nach draußen fliehen.
Auf der Flucht schaffen sie es durch die Hilfe von Sally Mullin und Marcias Magie dem Jäger zu entkommen und zu Tante Zelda zu fliehen,
während sich Sarah und die anderen Heaps bei Galen im Wald befinden.
Darauf setzt die große Kälte ein, wodurch sie vor Angriffen geschützt sind.
Marcia entdeckt die enormen magischen Kräfte von Junge 412, der sich mehr und mehr mit der Zaubererseite identifiziert und den Ring des Hotep-Ra findet.
Silas reist in die Burg um ein Amulett für Marcia zu holen.
Als Silas nicht zurückkehrt, fällt Marcia auf eine fingierte Nachricht des Obersten Wächters herein, der sie als „Silas“ um Hilfe bittet, und gerät in Gefangenschaft.
Kurz darauf vergeht die große Kälte und der Jäger greift mit dem Lehrling DomDaniels namens Septimus Heap die Hütte Tante Zeldas an, wird von ihr aber besiegt.
Daraufhin rückt der schwarze Magier DomDaniel, der die Herrschaft in der Burg übernommen hat, mit seinem Schlachtschiff „Vergeltung“, auf dem Marcia gefangen ist, an.
Jenna und Junge 412 entdecken währenddessen das alte Drachenboot des Hotep-Ra.
Weil dieses seit Jahrhunderten mit den Königinnen nach alter Tradition verbunden ist, kann es von Jenna und Junge 412, in dessen Besitz der Ring des Hotep-Ra ist, aktiviert werden.
Mit dem Drachenboot ziehen Jenna, Nicko und Junge 412 gegen die „Vergeltung“ und besiegen sie. Während des Angriffs kann sich auch Marcia befreien.
Nach der siegreichen Rückkehr in Tante Zeldas Hütte versucht DomDaniel ein letztes Mal, Marcia zu töten, indem er in den Körper seines Lehrlings schlüpft.
Sie kann ihn allerdings rechtzeitig enttarnen und versenkt seinen Körper im Fluss.
Zum Schluss nimmt Marcia Junge 412 als Lehrling auf.
Zelda enthüllt kurz darauf mit der Magie des Mondes Junge 412 als Septimus Heap, den totgeglaubten siebten Sohn;
DomDaniel hatte Septimus Heap als Lehrling haben wollen, weil dieser der siebte Sohn eines siebten Sohnes war, d. h. mit großen magischen Fähigkeiten ausgestattet sein würde; DomDaniel inszenierte also Septimus’ Tod und ließ ihn von der Amme entführen; durch eine Verwechslung gelangte Septimus aber zur Jungarmee. An seiner statt wurde der Sohn der Amme, dessen echter Name Merrin Meridith ist, zum Lehrling DomDaniels.

## Kritik
„Mit Septimus Heap, dem magischen siebten Sohn eines siebten Sohnes, hat Angie Sage im "Harry Potter"-Zeitalter eine originelle, höchst eigenständige Figur erschaffen.“

„Phantasievoll, spannend und witzig zugleich“

## Andere Medien
Die Filmrechte von Magyk liegen bei Warner Brothers.
Von Magyk existiert außerdem eine Hörspielumsetzung.

## Das Cover
Das Cover des Buches stellt das Lehrbuch dar, das Marcia in Tante Zeldas Hütte für Septimus herstellt. Außerdem ist in der Mitte der Ring des Hotep-Ra abgebildet.

„Dann banden sie [die Blätter] sich selbst in lapislazuliblaues Leder ein, mit echten Goldsternen und einem lila Buchrücken, auf dem stand, dass das Buch dem Lehrling der Außergewöhnlichen Zauberin gehörte. Und als besondere Note fügte Marcia noch ein Schloss aus reinem Gold und einen kleinen silbernen Schlüssel hinzu“

„Er [der Ring] hatte die Form eines goldenen Drachen, der sich in den eigenen Schwanz biss. Seine smaragdgrünen Augen funkelten ihn an.“

## Die versteckte Sieben
Angie Sage spielt in ihrem Werk oft versteckt mit der Zahl sieben, die aufgrund der magischen Konstellation des siebten Sohnes eines siebten Sohnes eine besondere Rolle spielt.
Hier einige Beispiele:
- Der Name Septimus ist lateinisch und bedeutet: Der Siebte
- Das Buch hat 49 Kapitel (7x7=49)
- Septimus heißt Junge 412 (4+1+2=7)
- Die neue Adresse der Heaps lautet: Raum 16, Korridor 223, Nordseite (1+6=7; 2+2+3=7)